# Kot i kanarek (sztuka)

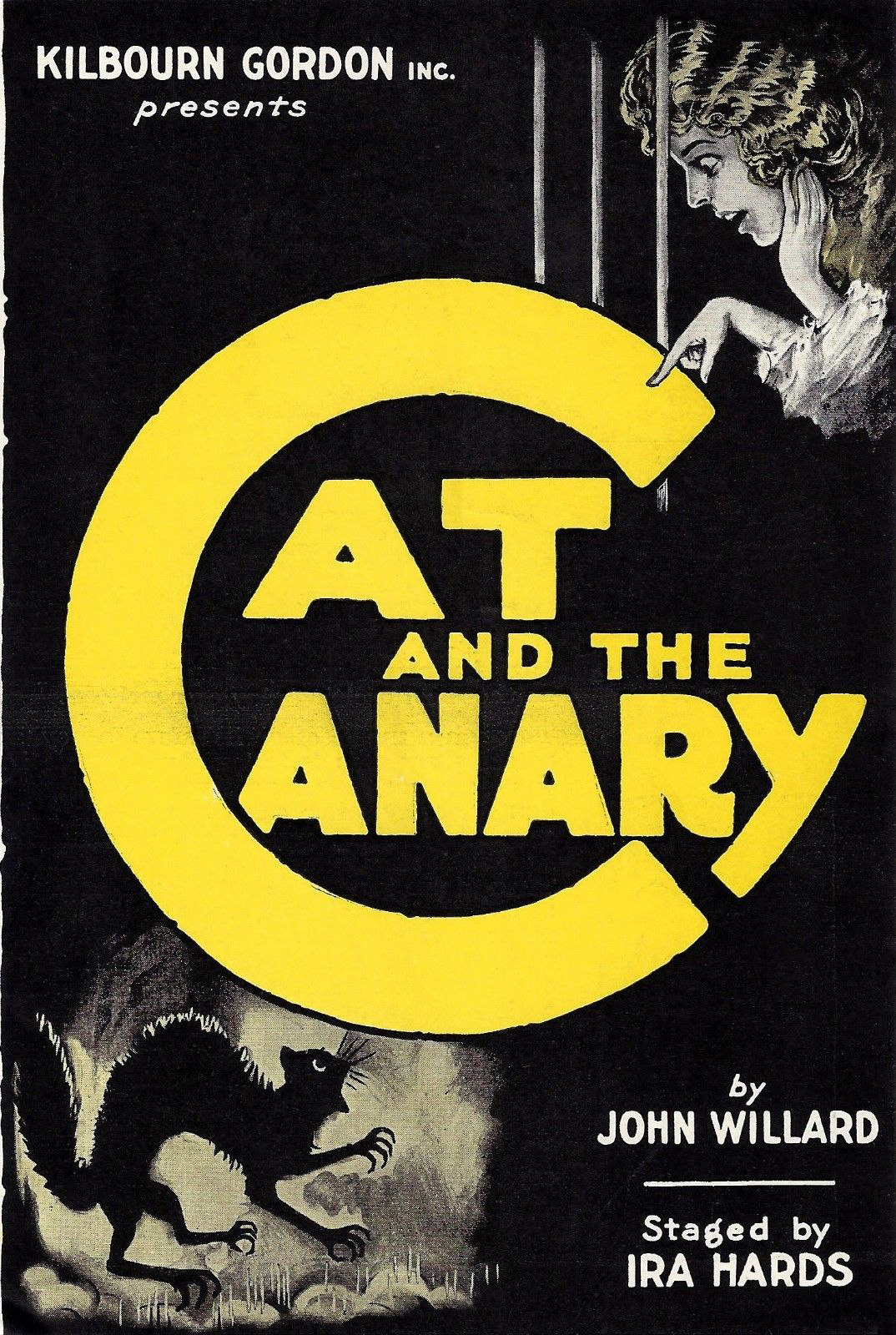
Reklama sztuki Kot i kanarek (1922)

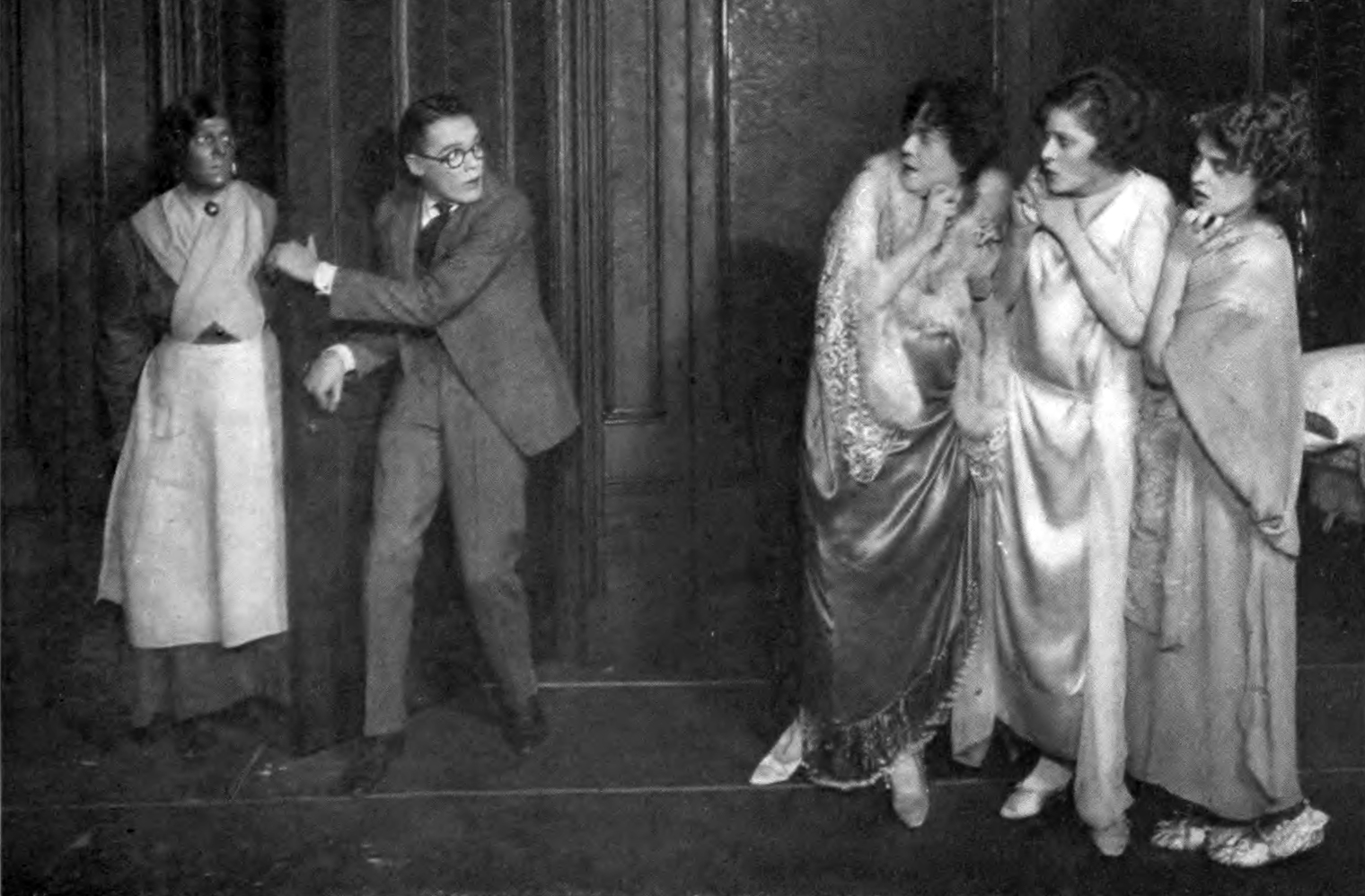
Teatralna inscenizacja sztuki Kot i kanarek (1922)

Kot i kanarek (The Cat and Canary) – sztuka teatralna autorstwa Johna Willarda, która po raz pierwszy została wystawiona na scenie 7 lutego 1922 roku. 
Sztuka cieszyła się ogromną popularnością – przez cztery miesiące wystawiono ją aż sto czterdzieści osiem razy. 

## Treść
Akcja toczy się w starym upiornym zamku, gdzie zebrali się krewni ekscentrycznego zmarłego milionera, w celu odczytania testamentu. Zgodnie z wolą zmarłego jego majątek ma przypaść pięknej Annabelli West. Jeśli jednak okaże się ona chora psychicznie, majątek przejmie osoba wskazana w kopercie, zdeponowanej u notariusza Crosbiego. Niestety notariusz znika w tajemniczych okolicznościach, a w zamku zaczynają się dziać dziwne rzeczy...

## Ekranizacje
- Kot i kanarek (The Cat and Canary) -  film niemy z 1927 roku
- The Cat Creeps – film dźwiękowy z 1930 roku
- La Voluntad del muerto - film dźwiękowy z 1930 roku (hiszpańskojęzyczna wersja The Cat Creeps)
- Kot i kanarek (The Cat and Canary) - film z 1939 roku
- Katten och kanariefågeln – szwedzki film telewizyjny z 1961 roku
- Kot i kanarek (The Cat and Canary) -  film z 1978 roku